# Cephaloleia schmidti
Cephaloleia schmidti es un coleóptero de la familia Chrysomelidae.
Fue descrita científicamente en 1933 por Uhmann.